# Klepná
Osada Klepná (něm. Kleppen) stávala v lesích mezi Lužnicí, Černým Údolím a Kuřím v pramenné oblasti bezejmenného přítoku Černé, necelý 1 km od Jitronic.
Vystavěna byla někdy v polovině 18. století, kdy se objevuje jako Birwaldhäuseln auf der Kleppen. Jelikož neměla souvislou zástavbu a v podstatě se jednalo o dvě skupiny chalup, byla rozdělena na dvě části. Ve starší stávalo 5 domů s 25 obyvateli a po administrativní stránce spadala pod Benešov nad Černou (tehdy Německý Benešov). V novější části stávalo taktéž 5 domů, v nich žilo 19 obyvatel a spadala pod Lužnici, dnes místní část Pohorské Vsi. V roce 1910 je zde uváděno 10 domů a 63 obyvatel. Ještě v 50. letech po odsunu Němců v osadě stálo 8 domů, již prázdných. Do současnosti se dochovaly pouze ruiny stavení.

## Galerie

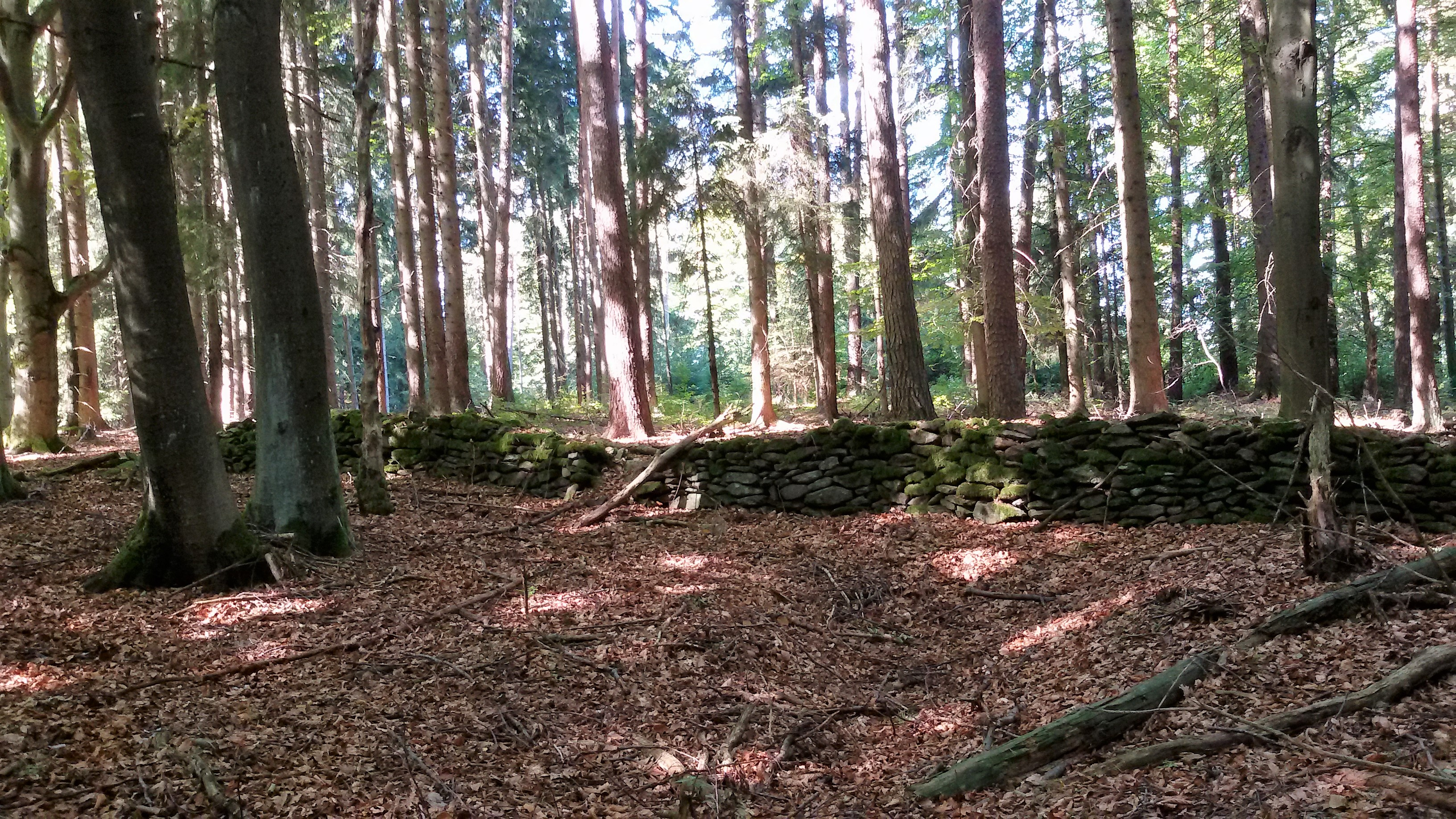
Zbytky kamenných zdí oddělujících pozemky
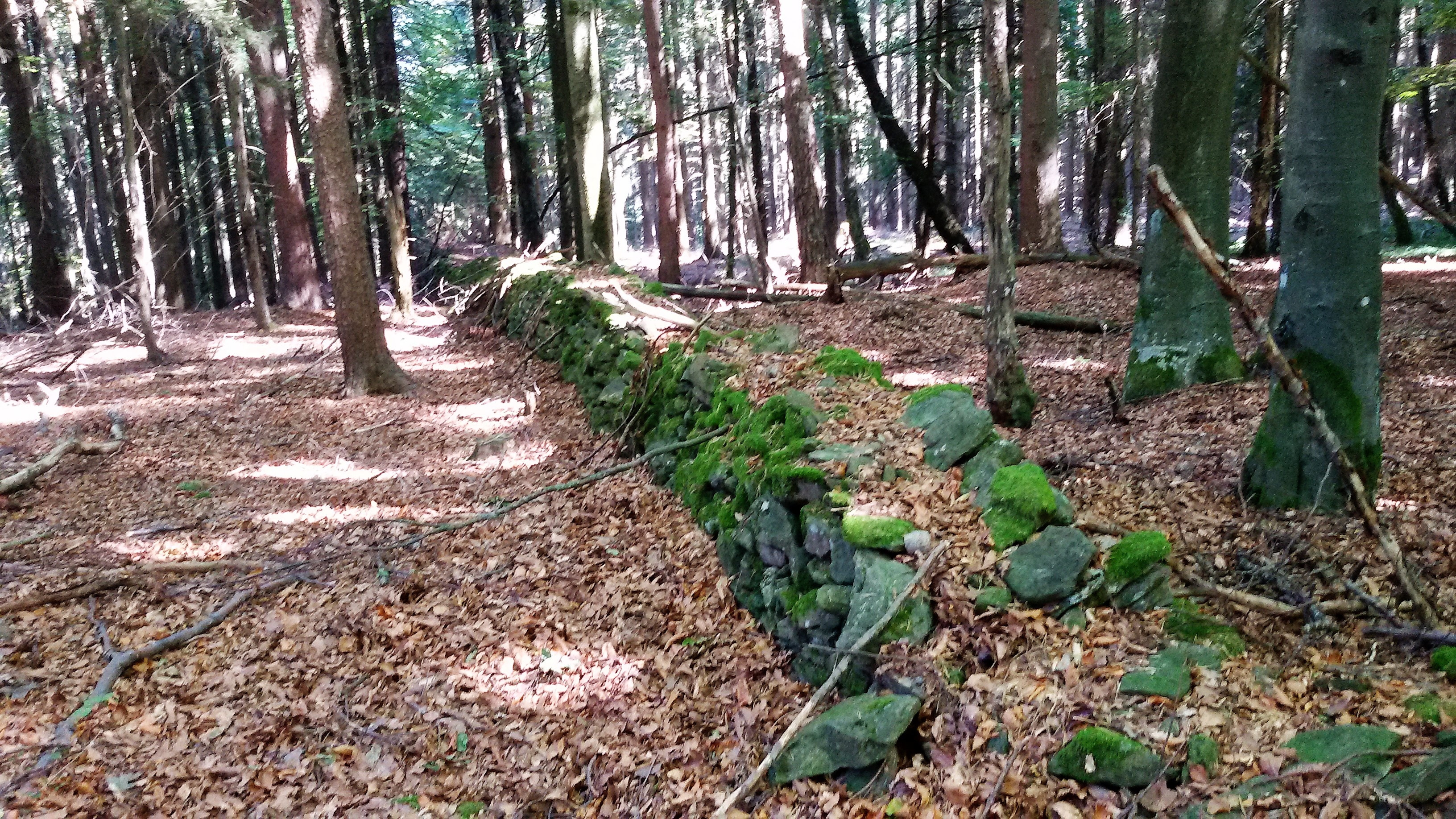
Zbytky kamenných zdí oddělujících pozemky
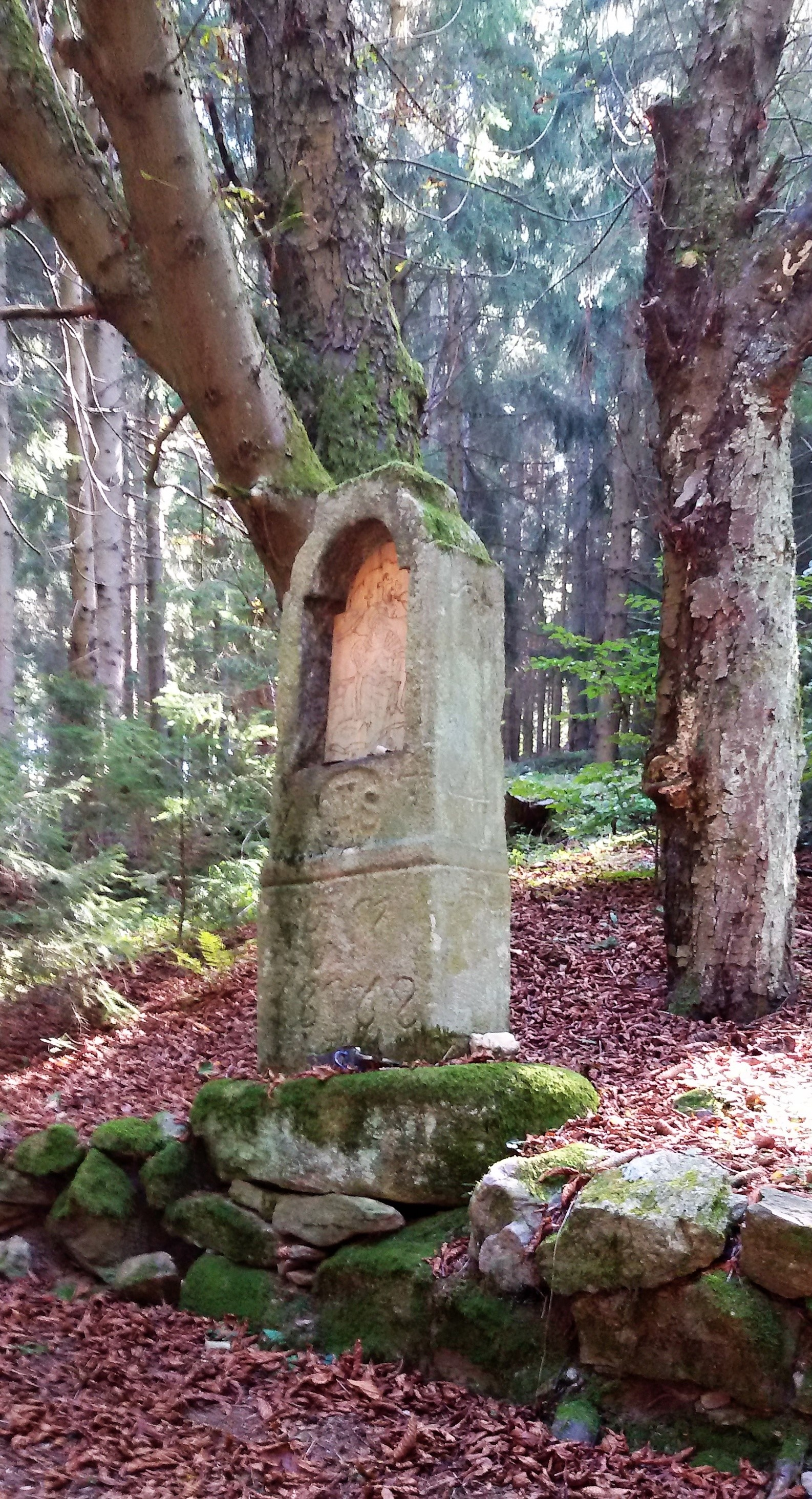
Boží muka v zaniklé vsi